# СЕТ XV
СЕТ XV (рум. SET XV) је румунски ловачки авион који је производила фирма Сочијетатеа пентру експлоатари техниче (рум. Societatea pentru exploatări tehnice - SET). Први лет авиона је извршен 1934. године. 

Распон крила авиона је био 9,40 метара, а дужина трупа 7,00 метара. Празан авион је имао масу од 1150 kg. Нормална полетна маса износила је око 1550 kg. У наоружању су била два митраљеза калибра 7,7 милиметара Викерс.

## Наоружање
| Наоружање авиона: СЕТ          |     |
| Ватрено (стрељачко) наоружање  |     |
| Топ                            |     |
| Митраљез                       |     |
| Број и ознака митраљеза        | 2   |
| Калибар                        | 7,7 |
| Бомбардерско наоружање (бомбе) |     |
| Ракетно наоружање (ракете)     |     |